# Blaafarveværket

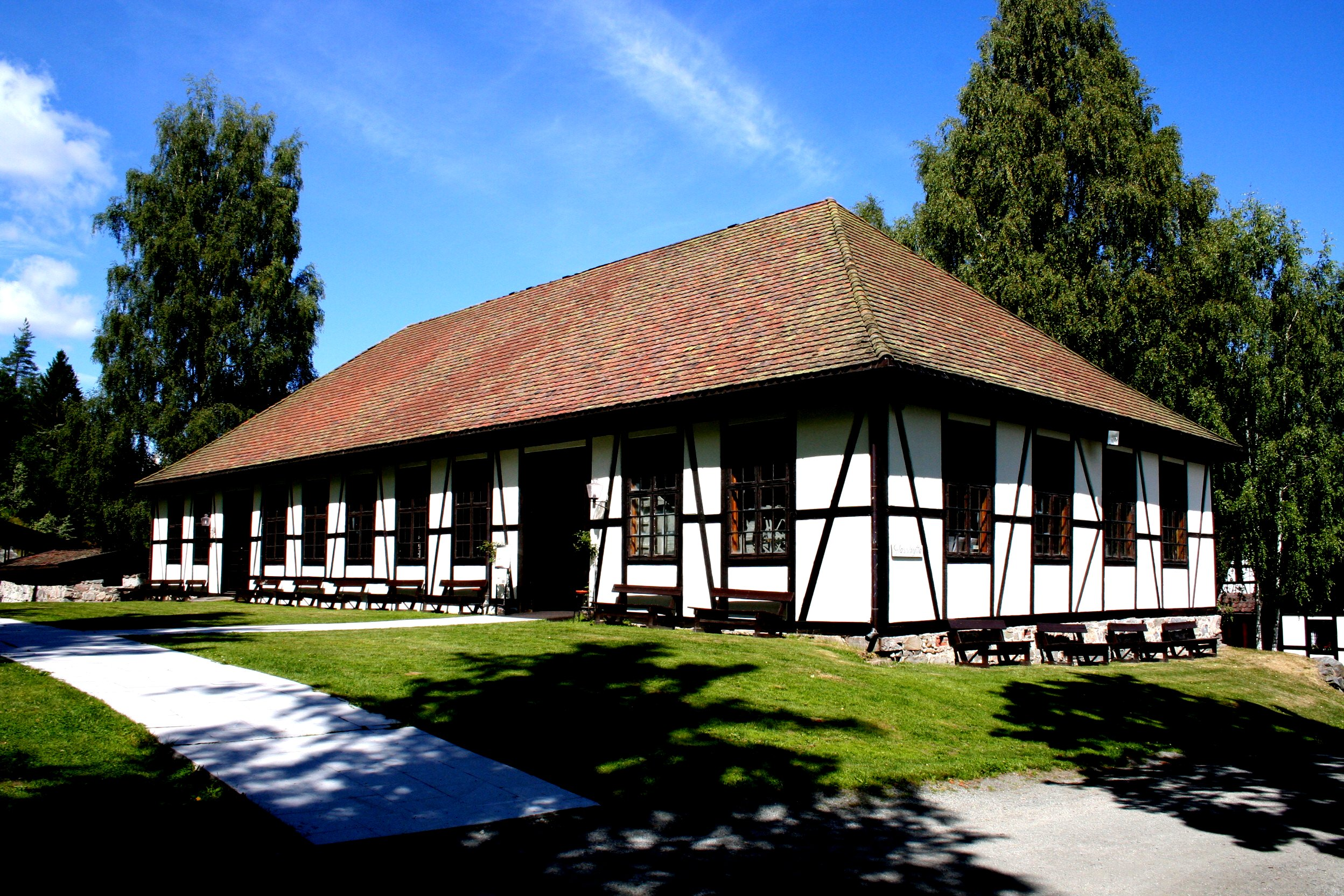
Glashyttan vid Blaafarveværket

Blaafarveværket är ett museum och konst- och kulturcentrum i Modums kommun, Buskeruds fylke i Norge med årliga konstutställningar.
Tidigare var det en industri som framställde blåfärg ur koboltmalm och var under första hälften av 1800-talet Norges största industriföretag. Blaafarveværket sysselsatte då omkring 2 000 människor och täckte 70-80 procent av världsmarknaden. Företaget, som grundades av den dansk-norska kungen på 1770-talet, pantsattes 1813 till göteborgsköpmannen Peter Wilhelm Berg. Genom Kielfreden 1814 blev verket norsk statsegendom, och då staten inte kunde lösa ut panten, såldes verket på auktion 1823 till ett tyskt konsortium med bankiren Wilhelm Christian Benecke och senare generalkonsul Benjamin Wegner som ledande medlemmar. Wegner blev ledare för verksamheten. Tiden under deras ägarskap, fram till 1849, räknas som Blaafarveværkets storhetstid. 
Den produkt som framställdes går under namnet smalt och var ett slags krossat glas som infärgats med koboltoxid. Den speciella förutsättningen för verket, koboltmalmen, hämtades från ett gruvområde cirka 5 kilometer från verket, där förgämnet framställdes. I gruvområdet grovkrossades malmen och styckena sorterades manuellt så att de stycken som hade ett synbart innehåll av koboltmineral tillvaratogs och transporterades ner till själva verket. Till stor del skedde detta om vintern, när det var slädföre. 
Efter ytterligare krossning och separation av ofyndig bergart, rostades malmen, det vill säga upphettades under full lufttillförsel. De ingående mineralerna, som utom kobolt också innehöll arsenik och svavel oxiderades, där arseniktrioxid och svaveldioxid avgick i gasfas. Arsenikoxiden kondenserades i ett flera hundra meter långt rökfång, och arsenikoxiden togs tillvara och såldes som en biprodukt från tillverkningen. 
Den koboltoxid som bildades vid rostningen blandades sedan med pottaska (kaliumkarbonat) och kvarts (kiseldioxid) och smältes i en glasugn, krossades efter avsvalning och sorterades i olika fraktioner. Användningsområdet för den färdiga produkten var dels som blått pigment för porslinsindustrin dels som vitmedel vid papperstillvekning.
Det bör nämnas att det pigment som idag går under beteckningen koboltblått, och även kallas Thénards blått, är ett koboltaluminiumsilikat och skiljer sig från det som tillverkades vid Blaafarveværket.